# Weststellingwerf
 Weststellingwerf  es un municipio de la provincia de Frisia en los Países Bajos. En 2012 tenía una población de 25 643 habitantes distribuidos en una superficie de 228,36 km², de los que 6,21 km² están ocupados por agua, con una densidad de 116 h/km².
El municipio cuenta con 26 núcleos de población (aldeas), con capital administrativa en Wolvega. Aunque localizado en la provincia de Frisia, el municipio se encuentra situado en el Stellingwerven, en la frontera entre las provincias de Drente y Overijssel, donde tradicionalmente no se hablaba el frisón sino el stellingwerfs, una variante dialectal del bajo sajón en la actualidad casi desaparecida. El nombre oficial de las poblaciones es el holandés. 
En Peperga, una de las pequeñas poblaciones que forman el municipio nació hacia 1612.

## Galería

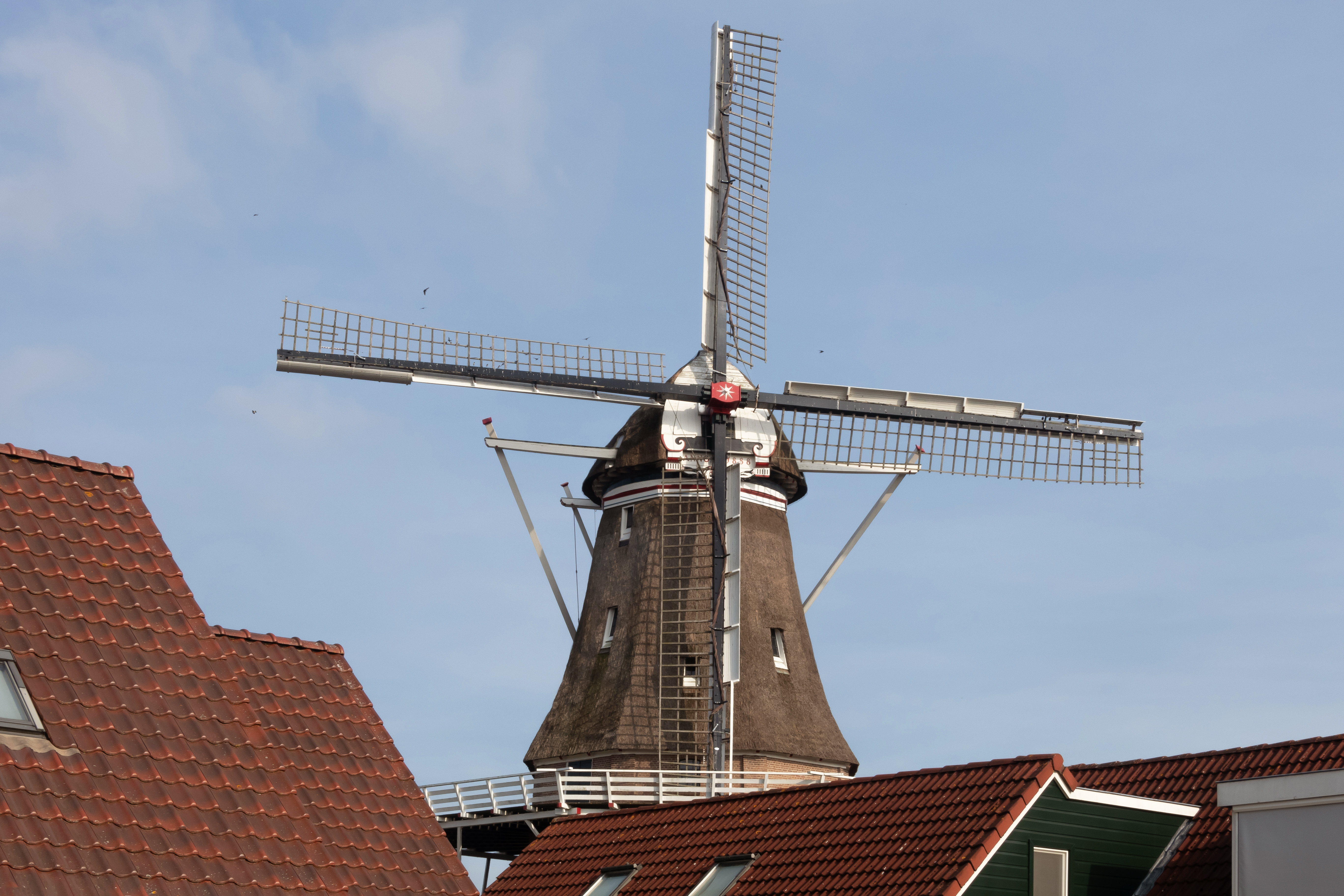
El molino (molen de Windlust) en Wolvega
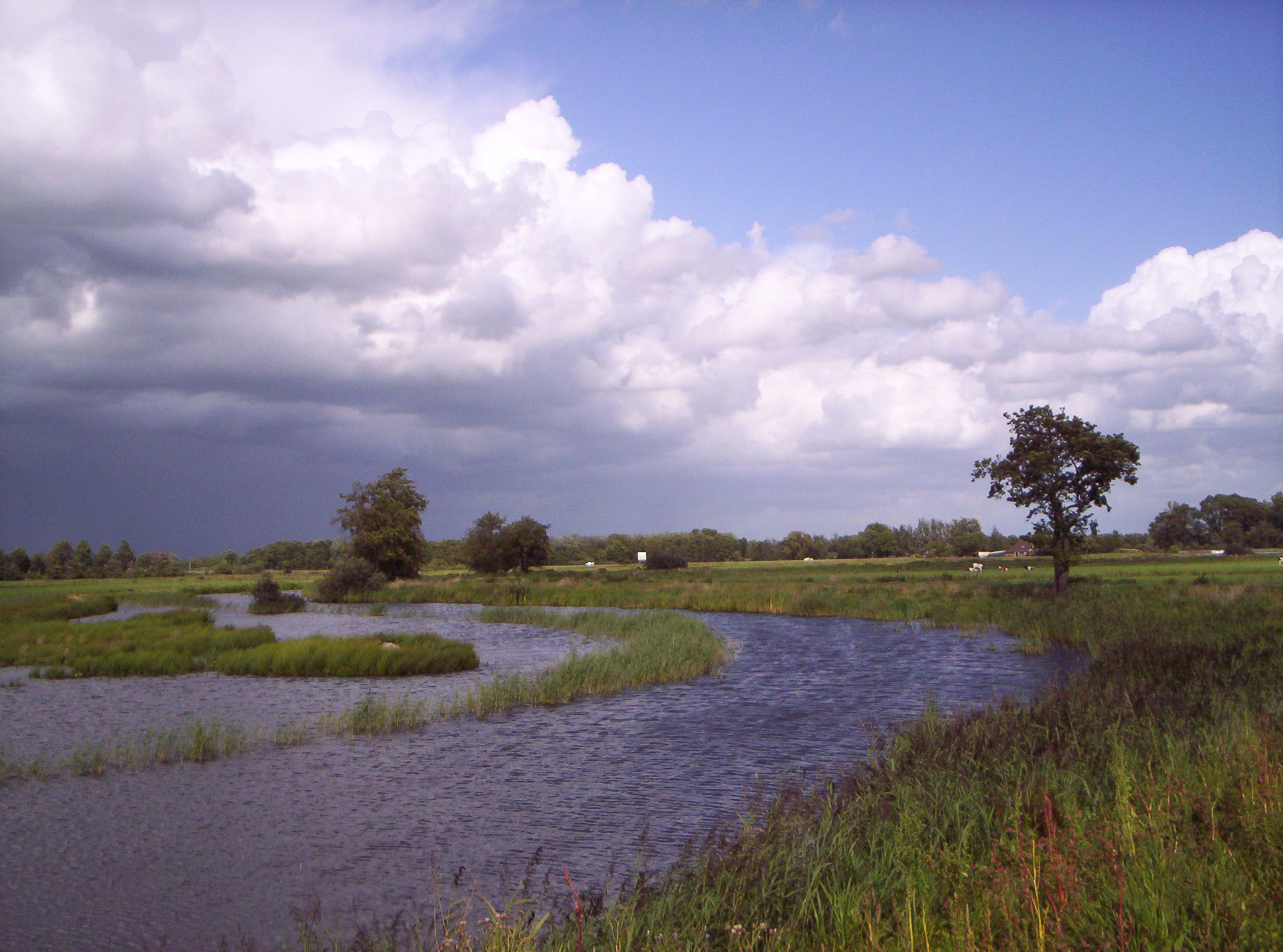
El río Linde cerca de De Blesse.
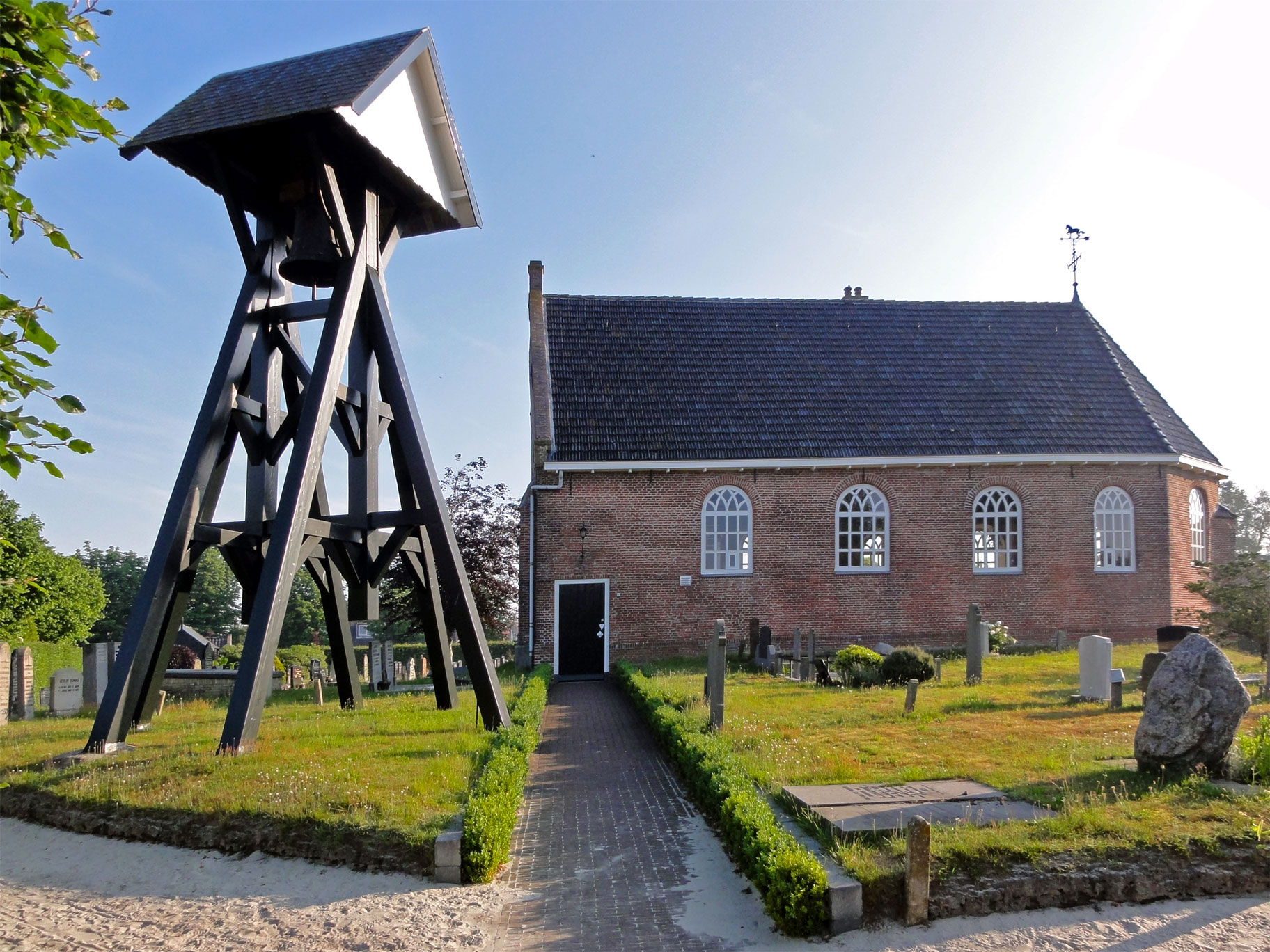
Iglesia y campanario en Boijl.
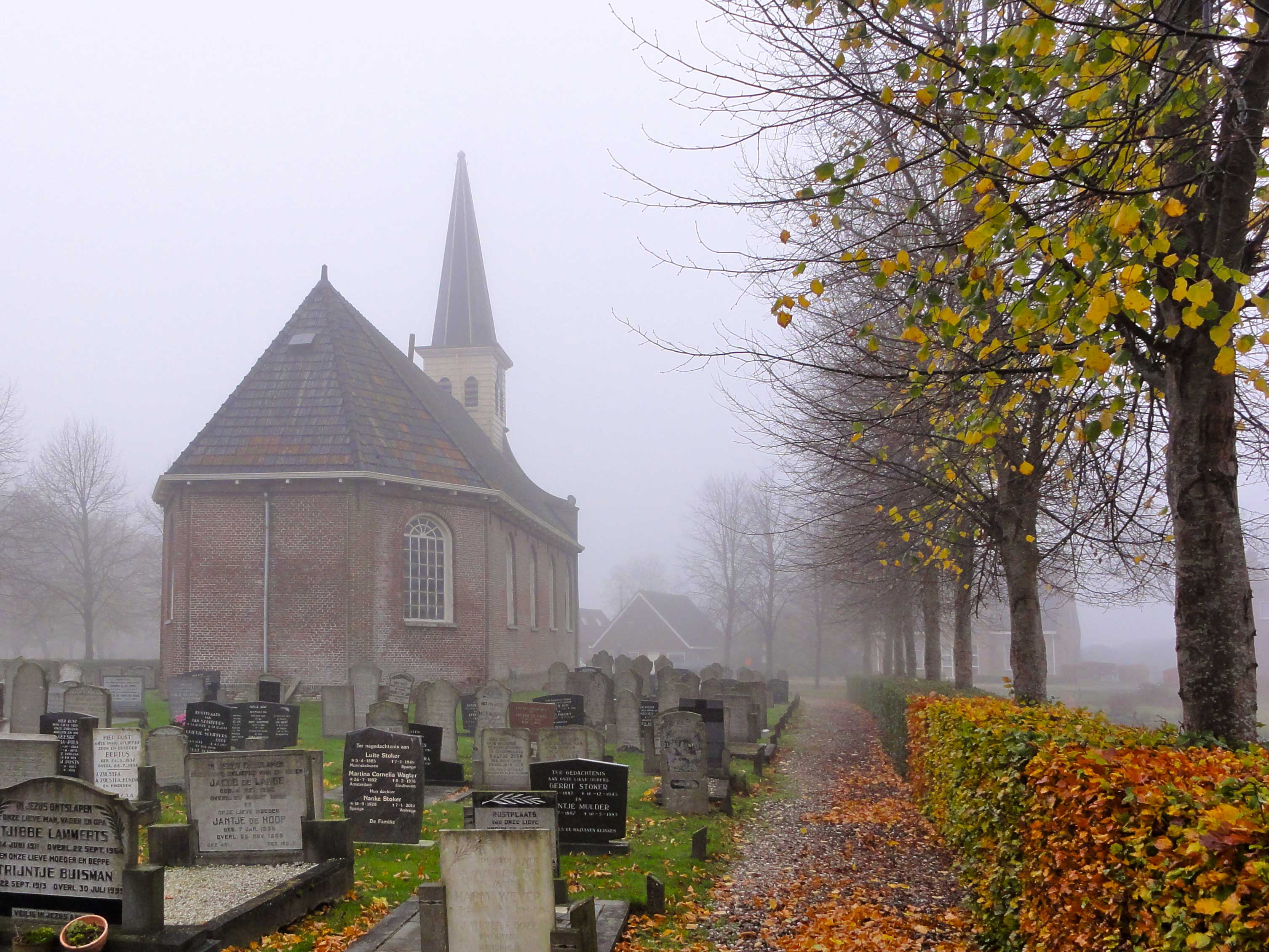
Munnekeburen